# Huvudstad

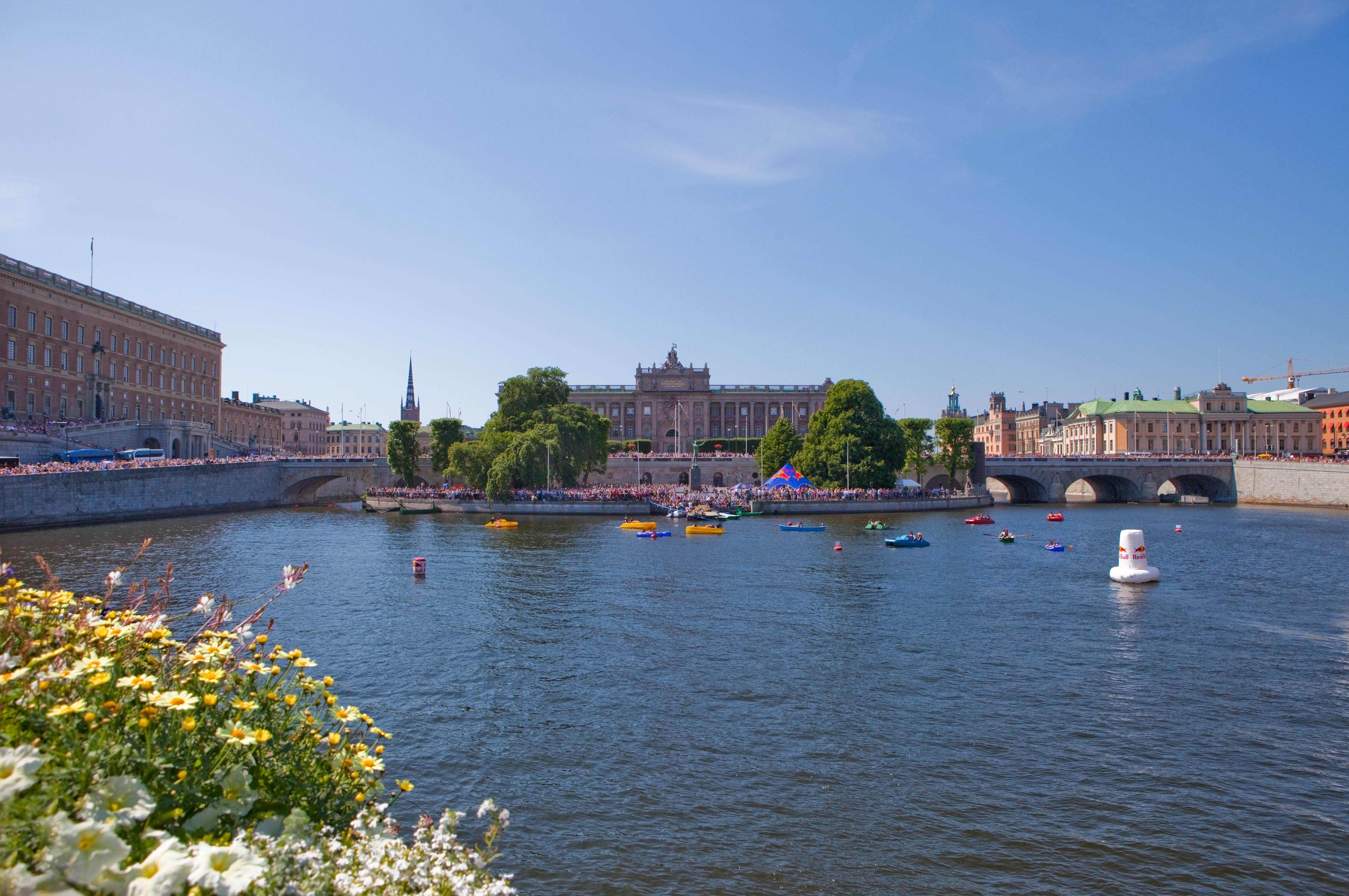
Enligt Sveriges grundlag sammanträder Sveriges riksdag i Stockholm, i riksdagshuset i bildens mitt. Till vänster i bild syns Stockholms slott, som är kungens officiella residens.

En huvudstad är den stad i en suverän stat där dess statschef eller lagstiftande församling har sitt säte. Detta kan vara fastslaget i landets grundlag eller reglerat i annan lagstiftning. Ofta är egenskapen som huvudstad i stället etablerad genom historisk sedvänja utan att vara officiellt fastställt. Det förekommer dock fall där en i författningen fastslagen huvudstad i praktiken inte har den funktionen. 
I förbundsstater, som Tyskland eller USA, har även varje i unionen ingående förbundsland/delstat varsin huvudstad. I enhetsstater används ofta begrepp som "residensstad" eller "länshuvudstad" som benämning för staden som innehåller den lokala administrativa enhetens styre.
Huvudstäder har inte alltid existerat. Resekungadömet under medeltiden var länge närmast allenarådande. Historiskt har den ekonomiskt huvudsakliga staden i en stat eller region även blivit dess maktcentrum, och har blivit huvudstad genom erövring eller sammanslagning. Detta är fallet i exemplen London och Moskva. Huvudstaden attraherar naturligt de politiskt intresserade och dem vars kunskaper behövs för att driva en effektiv administration, såsom jurister, journalister och statsforskare. En huvudstad som även är landets ledande centrum inom finans, kultur och media och är mer än dubbelt så stor som någon annan stad i landet kallas ibland "primatstad"; exempel på detta är Buenos Aires, Helsingfors, Köpenhamn, Paris, och Wien.
Huvudstäder väljs ibland ut för att förhindra överbefolkning i en existerande storstad. Brasília byggdes till exempel i Brasiliens inland för att den gamla huvudstaden, Rio de Janeiro, började bli för stor. Folk satt i ineffektiva bilköer. Sydkorea utannonserade 2004 att dess huvudstad skulle flyttas från Seoul till Gongju, även om ordet Seoul på koreanska betyder just huvudstad.
Sammanstrålningen mellan den politiska, ekonomiska och kulturella makten är inte universell. Traditionella huvudstäder kan vara ekonomiskt underlägsna andra städer, vilket tycks vara extra vanligt för delstatshuvudstäder i USA, där till exempel delstaten New Yorks huvudstad är Albany och inte den mycket större staden New York. Andra exempel är Nanjing respektive Shanghai, eller Edinburgh respektive Glasgow. En dynastis undergång kan också innebära undergången för dess huvudstad, vilket inträffade med Babylon och Cahokia. Många moderna huvudstäder, som Abuja, Canberra eller Ottawa placerades avsiktligt utanför existerande ekonomiska områden. Canberra är byggd som huvudstad i glesbygd ungefär mittemellan de två största städerna för att ingen ville låta den andre vara huvudstad.
I en del länder ligger huvudstaden inte i en delstat, utan i ett särskilt federalt distrikt, för att man inte vill ge någon delstat fördelen att hysa huvudstaden. I till exempel USA, Argentina, Australien, Brasilien och Mexiko är det så. Även i Sverige var det så fram till 1968 (Överståthållarämbetet).

## Flera huvudstäder
Ett antal länder har flera huvudstäder. Exempelvis har Sydafrika sin administrativa huvudstad i Pretoria, sin lagstiftande i Kapstaden och sin rättsliga i Bloemfontein, vilket är ett resultat av en kompromiss bland Sydafrikas provinser vid självständigheten 1910.
I andra fall skiljer sig huvudstaden de facto sig från huvudstaden de jure, vilket innebär att staden som officiellt är huvudstad inte hyser landets regering:
- Yamoussoukro utsågs till huvudstad i Elfenbenskusten 1983, men 2004 låg fortfarande majoriteten av statens regeringsbyggnader i Abidjan.
- Sucre är fortfarande konstitutionell huvudstad i Bolivia, men majoriteten av landets regering håller till i La Paz.
- Amsterdam är nominell huvudstad i Nederländerna, även om regeringen, Generalstaterna och högsta domstolen ligger i Haag.
- Podgorica är officiell huvudstad i Montenegro, men landets president bor i Cetinje.
- Jerusalem: I fallet Israel är Jerusalem formellt huvudstad, men har ännu litet internationellt erkännande - bara länderna USA, Guatemala, och El Salvador, har erkänt Jerusalem som huvudstad.[1] Australien erkänner en del (västra) av Jerusalem som Israels huvudstad.[2]Nästan alla utländska ambassader ligger fortfarande i Tel Aviv, förutom USA:s som ligger i Jerusalem. Knesset, presidenten och premiärministerns bostad och kontor, liksom de flesta departementsbyggnader, ligger i Jerusalem. Jerusalem är, enligt beslut i Knesset, Staten Israels huvudstad.

## De största huvudstäderna
De största huvudstäderna i varje världsdel är:
- Asien: Tokyo (32 000 000)
- Europa: Moskva (14 500 000)
- Nordamerika: Mexico City (19 809 471)
- Oceanien: Wellington (445 400)
- Sydamerika: Buenos Aires (11 316 149)
- Afrika: Kairo (16 292 269)

.
De flesta huvudstäder är sitt lands största stad, men inte alla. Washington, D.C. är USA:s 27:e största stad och är den huvudstad som kommer längst ned på sitt lands lista. Några av världens största städer, till exempel São Paulo, Bombay, Istanbul och New York är heller inte huvudstäder.

## Långt till huvudstaden
Vissa platser har långt till sin huvudstad, till exempel bortre Sibirien, men det finns längre avstånd:
1. Paris - Nya Kaledonien, Frankrike, 16 760 km
2. London - Pitcairnöarna, Storbritannien, 14 900 km
3. Washington, D.C. - Aleuterna, USA, 7 800 km
4. Moskva - Kurilerna, Ryssland, 7 050 km

Den huvudstad som har längst till en annan huvudstad är både Wellington, Nya Zeeland och Canberra, Australien, som har varandra som närmaste huvudstad, 2330 km bort. De två närmaste huvudstäderna är Vatikanstaden (huvudstad i Vatikanstaten) och Rom som gränsar direkt till varandra (Vatikanstaten som är världens minsta självständiga stat är en enklav i staden Rom) och har 2 km mellan mittpunkterna.